# Униполярный генератор
Униполярный генератор — разновидность электрической машины постоянного тока. Содержит проводящий диск, постоянное магнитное поле, параллельное оси вращения диска, один токосъёмник на оси диска и другой токосъёмник у края диска.

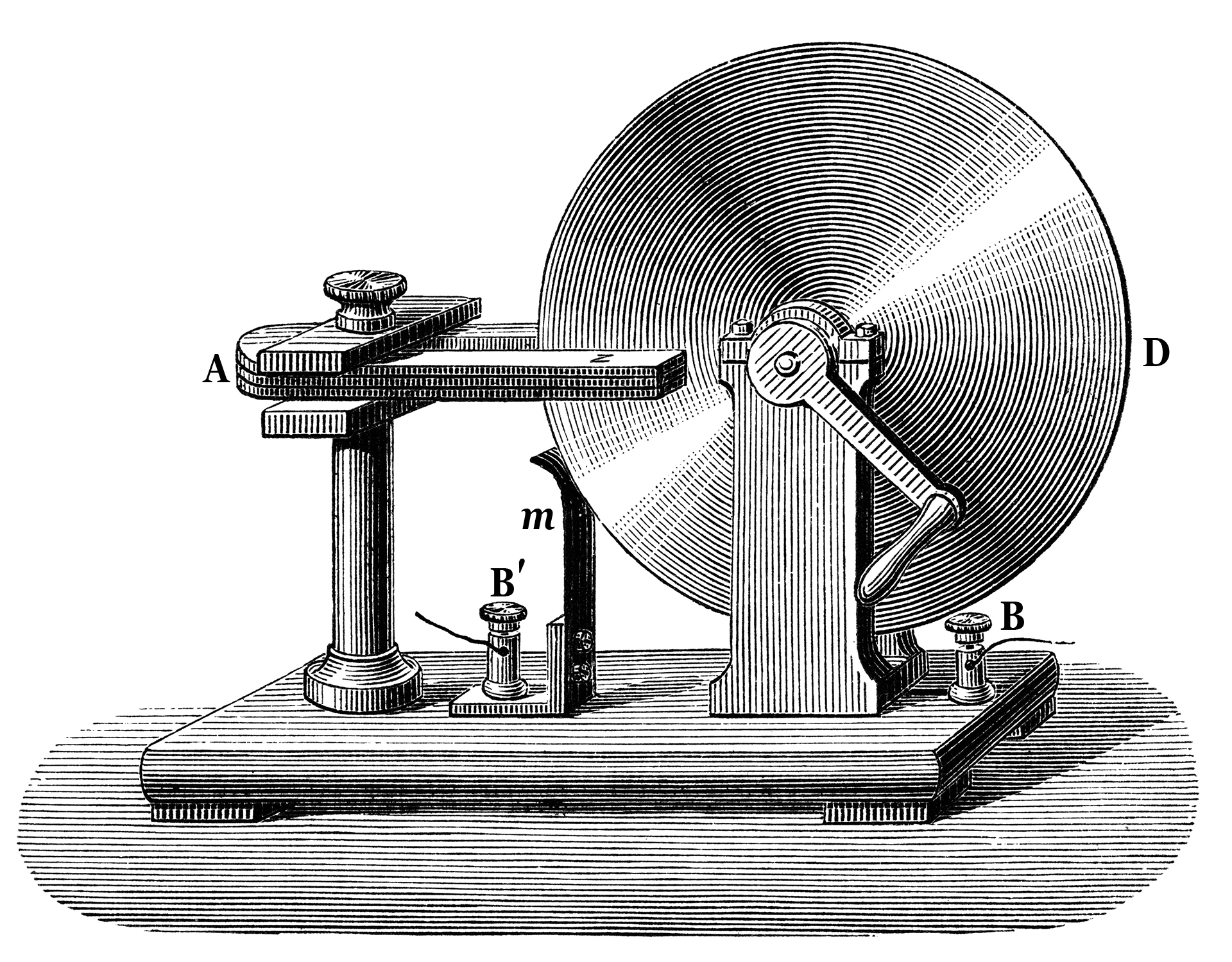
Диск Фарадея, первый униполярный генератор

## Принцип действия
Электропроводящий диск помещают между полюсами постоянного магнита и раскручивают. Ось вращения диска параллельна силовым линиям магнитного поля. Когда диск вращается в однородном магнитном поле, на свободные электроны диска действует сила Лоренца:
{\displaystyle \mathbf {F} =q\left(\mathbf {E} +[\mathbf {v} \times \mathbf {B} ]\right)}
Поскольку внешнего электрического поля нет, то:
{\displaystyle \mathbf {F} =q[\mathbf {v} \times \mathbf {B} ]}
{\displaystyle F=qvB\sin \alpha }
Так как магнитное поле перпендикулярно вращающемуся диску, то:
{\displaystyle F=qvB}
{\displaystyle v=\Omega r}
{\displaystyle F=q\Omega rB}
В зависимости от направления вращения диска сила Лоренца направляет свободные электроны либо к центру диска, либо к внешней кромке. Между центром и внешней стороной диска возникает электрическое поле {\displaystyle \mathbf {E_{\perp }} }. Это поле перпендикулярно плоскости, в которой лежат вектора {\displaystyle \mathbf {v} } и {\displaystyle \mathbf {B} }, и оно будет расти до тех пор пока электрическая сила {\displaystyle q\mathbf {E_{\perp }} } не компенсирует силу Лоренца:
{\displaystyle qE_{\perp }=q\Omega rB}
{\displaystyle E_{\perp }=\Omega rB}
{\displaystyle U=\int _{0}^{R}E_{\perp }dr=\int _{0}^{R}\Omega rBdr={\frac {\Omega R^{2}B}{2}}}
Если к валу и внешней стороне диска подключить электрическую цепь, то в ней потечёт электрический ток.

## История

### Диск Фарадея
В 1831 году Майкл Фарадей, открыв закон электромагнитной индукции, помимо прочих экспериментов, построил наглядное устройство преобразования механической энергии в электрическую — диск Фарадея. Это было чрезвычайно неэффективное устройство, однако оно имело значительную ценность для дальнейшего развития науки.
Закон электромагнитной индукции, сформулированный Фарадеем, рассматривал проводящий контур, пересекающий линии магнитного поля. Однако в случае диска Фарадея магнитное поле было направлено вдоль оси вращения, контур относительно поля не перемещался. Наибольшее же удивление вызвал тот факт, что вращение магнита вместе с диском также приводило к появлению ЭДС в неподвижной внешней цепи. Так появился парадокс Фарадея, разрешённый только через несколько лет после его смерти с открытием электрона — носителя электрического заряда, движение которого обуславливает электрический ток в металлах.
Наглядно видимая парадоксальность униполярной индукции выражается следующей таблицей, в которой описаны различные комбинации из вращения и неподвижности частей установки, и восклицательным знаком отмечен результат, интуитивно не объяснимый — возникновение тока в неподвижной внешней цепи при одновременном вращении диска и закреплённого вместе с ним магнита.
| магнит     | диск       | внешняя цепь | есть ли напряжение? |
| ---------- | ---------- | ------------ | ------------------- |
| неподвижен | неподвижен | неподвижен   | отсутствует         |
| неподвижен | вращается  | неподвижен   | Есть                |
| неподвижен | неподвижен | вращается    | Есть                |
| неподвижен | вращается  | вращается    | отсутствует         |
| вращается  | неподвижен | неподвижен   | отсутствует         |
| вращается  | вращается  | неподвижен   | Есть (!)            |
| вращается  | неподвижен | вращается    | Есть                |
| вращается  | вращается  | вращается    | отсутствует         |

Униполярная индукция — релятивистский эффект, в котором ясно проявляется относительный характер деления электромагнитного поля на электрическое и магнитное.

### Решение парадоксов Фарадея
| Когда вращается только диск, напряжение есть, потому что электропроводный диск движется в присутствии однородного магнитного поля, поэтому сила Лоренца создаёт между краем диска и его центром разность потенциалов. Для возникновения силы Лоренца не важно, вращается сам магнит или нет. Ось магнита выбрана таким образом, что вращение магнита не изменяет его поле, и если бы мы не видели магнита, то никогда бы не узнали вращается он или нет. |
| Когда вращается только цепь, напряжение есть, потому что цепь вращается в магнитном поле, сила Лоренца создаёт разность потенциалов в самой цепи, а неподвижный диск замыкает плюс с минусом. В отличие от предыдущего случая диск и цепь поменялись местами. |
| Когда вращаются и диск, и цепь, напряжения нет, потому что теперь цепь с диском представляют для силы Лоренца единое целое. У этого единого образования с внешней стороны будет плюс, а в центре минус. Чтобы разницу между этим плюсом и минусом измерить, нужно подключить ещё один неподвижный и электронейтральный вольтметр. |
| Когда вращается только магнит, напряжения нет, потому что диск покоится. Для силы Лоренца нужно, чтобы диск вращался в присутствии магнитного поля. А будет при этом вращаться магнит или не будет — не важно, его вращение на магнитное поле не влияет. |
| Когда магнит вращается вместе с диском, напряжение будет, потому что диск вращается в присутствии однородного магнитного поля. Поэтому сила Лоренца создаёт между краем и центром диска разность потенциалов, которую можно измерить неподвижным вольтметром. Если вместо вольтметра подключить нагрузку, потечёт ток. Во всех этих примерах вращение магнита не играет никакой роли, так как вращение магнита не меняет поля.                           |
| Когда вращается цепь и магнит, напряжение будет, потому что электрическая цепь вращается в присутствии магнитного поля. Сила Лоренца создаёт в ней разность потенциалов, а неподвижный диск замыкает её. Если вращающуюся цепь поднять выше и подключить обе щётки к валу, то напряжения не будет. Будет наэлектризованный контур — с одной стороны плюс, с другой минус.                                                                                |
| Когда магнит, диск и цепь вращаются все вместе, напряжения не будет, потому что цепь с диском представляют собой одно целое — вращающийся диск чуть больших размеров. Чтобы напряжение появилось, нужно остановить либо цепь, либо диск. Вращение магнита и в этом, и в остальных примерах значения не имеет, так как от вращения магнита поле не меняется.                                                                                              |

### Патенты и некоторые практические конструкции
- Charles E. Ball (US238631; March 1881), en:Sebastian Ziani de Ferranti, en:Charles Batchelor получили самые ранние известные патенты на конструкции униполярных генераторов.
- Никола Тесла (U.S. Patent 406 968) разработал конструкцию, в которой вращались на параллельных осях два диска в разных по направлению магнитных полях, связанные металлическим ремнём.
- В 1989 году в Австралии действовал униполярный генератор, вырабатывавший ток 1500 кА при напряжении 800 В.

### Генератор для рельсотрона
Такие положительные свойства униполярных генераторов, как простота, надёжность и стоимость, проявляются в основном в применениях, где необходимо получить низкие напряжения (порядка 10 вольт) при высоком токе. Одним из таких применений стал генератор для рельсотрона. Так, по инициативе Марка Олифанта, в австралийской национальной лаборатории был построен крупный униполярный генератор, ставший надёжным источником мегаамперных импульсов для рельсотрона, а позже он использовался в токамаке LT4 для возбуждения плазмы.

### Астрофизика
Наиболее существенной сферой современного применения представления об униполярном генераторе является астрофизика. В ряде звёздных систем в космосе наблюдаются природные магнитные поля и проводящие диски из плазмы, поведение которых как бы повторяет опыты Фарадея и Теслы.

### Псевдонаучное шарлатанство
Данный тип электрических машин неоднократно использовался для построения вечного двигателя, источника даровой энергии и тому подобных мистификаций.
Наиболее известна история так называемой «N-машины» Брюса де Пальма (2 октября 1935 — октябрь 1997), который декларировал, что в его конструкции произведённая диском Фарадея энергия будет в пять раз больше, чем затраченная на его вращение. Однако в 1997 году, уже после смерти Брюса де Пальма, построенный экземпляр его машины был официально испытан с отрицательным результатом. Произведённая энергия рассеивалась в виде тепла, и величина её не превышала затраченной.
Основой для таких спекуляций служит неверное понимание известного «парадокса Фарадея» и представление о том, что разрешение этого «парадокса» кроется в каких-то особых полях и свойствах пространства (например, «торсионных»), а также утверждение о том, что в униполярных генераторах отсутствует обратная ЭДС, противодействующая вращению при замыкании тока через нагрузку.
Также встречаются конструкции «униполярных генераторов» и двигателей, авторы которых рекламируют колоссальный выигрыш по сравнению с традиционными электрическими машинами.
Также муссируется буквальное («однополюсный») понимание неверно применённого к данному классу устройств термин «униполярный» (homopolar). На самом деле эти устройства следовало бы правильнее называть «устройствами однородного магнитного поля, постоянного тока и некоммутируемого соединения ротора», так как в прочих электрических машинах используется и/или неоднородное магнитное поле и/или переменный ток и/или коммутация частей обмотки ротора.
Дополнительные сложности при объяснении работы униполярных электрических машин вызывает представление о движении носителей заряда, электронов, в частности термин «скорость». Во-первых, сразу возникает вопрос о том, скорость относительно чего мы рассматриваем в данном случае. Во-вторых, ознакомление невнимательного энтузиаста со специальной теорией относительности может привести его к запутывающему жонглированию понятиями «наблюдатель», «скорость» и тому подобными.